# Probaryconus
Probaryconus är ett släkte av steklar. Probaryconus ingår i familjen Scelionidae.

## Dottertaxa tillProbaryconus, i alfabetisk ordning[1]
- Probaryconus aegyptiacus
- Probaryconus biarmatus
- Probaryconus braconidis
- Probaryconus cauverycus
- Probaryconus cinctiventris
- Probaryconus cristatus
- Probaryconus discolor
- Probaryconus dorsalis
- Probaryconus dubius
- Probaryconus dunensis
- Probaryconus elongatus
- Probaryconus exsertus
- Probaryconus fuscus
- Probaryconus garhwalensis
- Probaryconus gloriosus
- Probaryconus heidemanni
- Probaryconus heterocerus
- Probaryconus indicus
- Probaryconus inermis
- Probaryconus khajjiarus
- Probaryconus maculipennis
- Probaryconus magnificus
- Probaryconus maridris
- Probaryconus minor
- Probaryconus nigriceps
- Probaryconus philippinensis
- Probaryconus pictus
- Probaryconus pulcher
- Probaryconus quadrispinosus
- Probaryconus rufipes
- Probaryconus sphaerocephalus
- Probaryconus spinosus
- Probaryconus splendidus
- Probaryconus striatifrons
- Probaryconus striatigena
- Probaryconus striatus
- Probaryconus substriaticeps
- Probaryconus superbus
- Probaryconus wanei
- Probaryconus varinus
- Probaryconus vestigialis